# 27-es busz (Dunaújváros)
A dunaújvárosi 27-es jelzésű autóbusz a BODY FASHION Kft. és az Autóbusz-állomás megállóhelyek között közlekedik. A járatot a Volánbusz üzemelteti.

## Közlekedése
Csak munkanapokon közlekedik, a műszakváltásokhoz igazítva. A BODY FASHION Kft. felé induló járatok továbbközlekednek a Benzinkút megállóhelyig.

## Útvonala
| Autóbusz-állomás felé | BODY FASHION Kft. - Benzinkút felé |
| --- | --- |
| BODY FASHION Kft. – Neumann János utca – Lánczos Kornél utca – Magyar út – Aranyvölgyi út – Szórád Márton út – Autóbusz-állomás | Autóbusz-állomás – Szórád Márton út – Aranyvölgyi út – Magyar út – Szilárd Leó utca – Neumann János utca – Lánczos Kornél utca – Magyar út – Benzinkút |

## Megállóhelyei
| ∫  | Benzinkút                                         | 16 | 25, 28, 29                                                      | Hankook Tire Magyarország Kft. |
| ∫  | AIKAWA                                            | 15 | 25, 28, 29                                                      | Aikawa Hungária, Hankook Ház |
| 0  | BODY FASHION Kft.                                 | 14 | 25, 28, 29                                                      | Body Fashion Magyarország Kft. |
| 1  | AIKAWA                                            | ∫  | 25, 28, 29                                                      | Aikawa Hungária, Hankook Ház |
| 2  | Benzinkút                                         | ∫  | 25, 28, 29                                                      | Hankook Tire Magyarország Kft. |
| 11 | Baracsi út                                        | 5  | 11, 20, 22, 23, 24, 25, 29, 32, 33, 35                          | Móra Ferenc Általános Iskola és Egységes Gyógypedgógiai Módszertani Intézmény, Rendőrkapitányság, Park Center                                                                               |
| 13 | Szórád Márton út 44.                              | 3  | 2, 4, 8, 11, 20, 22, 23, 24, 25, 29, 33, 35, 44                 | Dózsa György Általános Iskola, Margaréta Tagóvoda, Krisztus Király templom, Bánki Donát Gimnázium és Szakközépiskola                                                                        |
| 14 | Szórád Márton út 20. (↓) Szórád Márton út 26. (↑) | 2  | 2, 4, 8, 11, 18, 20, 22, 23, 24, 25, 29, 32, 33, 35, 40, 44, 45 | Dunaújváros Áruház, Dunaújvárosi Egyetem, Széchenyi István Gimnázium és Kollégium, Dunaújvárosi SZC Kereskedelmi és Vendéglátóipari Szakgimnáziuma és Szakközépiskolája, Csillagvirág Óvoda |
| 16 | Autóbusz-állomás                                  | 0  | 2, 4, 8, 11, 18, 20, 22, 23, 24, 25, 29, 32, 33, 35, 40, 44, 45 | Helyközi autóbusz-állomás, Fabó Éva Sportuszoda, Aquantis Wellness- és Gyógyászati Központ, Vásárcsarnok, Dunaújvárosi Egyetem, Vasvári Pál Általános Iskola                                |